# Vinohrady nad Váhom
Vinohrady nad Váhom (ungarisch Szentharaszt) ist eine Gemeinde im Westen der Slowakei, mit 1678 Einwohnern (Stand 31. Dezember 2024) und liegt im Okres Galanta, einem Teil des Trnavský kraj.

## Geographie
Die Gemeinde liegt im slowakischen Donautiefland, genauer gesagt im Donauhügelland, am linken Ufer der Waag. Landschaftsprägend sind die Weingärten, die nach Südwesten exponiert sind und gaben der Gemeinde seinen Namen (Vinohrady nad Váhom bedeutet etwa „Weingärten an der Waag“). Das Ortszentrum ist fünf Kilometer von Sereď und 20 Kilometer von Hlohovec entfernt.

## Geschichte
Die heutige Gemeinde entstand 1958 nach der Ausgliederung aus der Gemeinde Šintava; vorher war das Gebiet ein Ortsteil davon mit dem Namen Šintavské Vinohrady. Der älteste Teil der Gemeinde wurde 1113 als Rauzt in den Zoborer Urkunden schriftlich erwähnt; später entwickelte sich der genannte Ort zum Gebietsteil namens Svätá Chrasť. Die weitere Geschichte bis 1958 ist eng mit der Geschichte von Šintava verbunden.

## Bevölkerung
| Jahr                | 1994 | 2004    | 2014    | 2024    |
| ------------------- | ---- | ------- | ------- | ------- |
| Anzahl der Personen | 1445 | 1515    | 1538    | 1678    |
| Unterschied         |      | +4,84 % | +1,51 % | +9,10 % |

| Jahr                | 2023 | 2024    |
| ------------------- | ---- | ------- |
| Anzahl der Personen | 1669 | 1678    |
| Unterschied         |      | +0,53 % |

## Sehenswürdigkeiten
- römisch-katholische Mariä-Heimsuchung-Kirche aus dem 17. Jahrhundert mit Holzaltäre
- Kapelle des Hl. Urban (Patron der Weinberge) aus dem 18. Jahrhundert